# Vota la voce 1988
La 16ª edizione di Vota la voce è andata in onda su Canale 5 da Piazza Maggiore a Bologna in due serate, il 22 e il 23 settembre del 1988.
Conduttori furono Milly Carlucci e Red Ronnie.
Vincitori dell'edizione furono: Eros Ramazzotti (miglior cantante maschile), Gianna Nannini (miglior cantante femminile), Steve Rogers Band (miglior gruppo), Luca Carboni e Jovanotti (ex aequo miglior rivelazione), Nick Kamen (miglior cantante straniero), Lucio Dalla e Gianni Morandi (miglior tournée) e ancora Jovanotti (miglior album).

## Cantanti partecipanti
- Gianna Nannini - Voglio fare l'amore, Hey bionda e Revolution
- Guesch Patti - Let Be Must the Queen
- Edoardo Bennato e Tony Esposito - Il gioco continua
- The Pasadenas - Tribute
- Steve Rogers Band - Alzati la gonna
- Luca Barbarossa - Yuppies
- Bros - When Will I Be Famous? e I Owe You Nothing
- Eros Ramazzotti - Musica è
- Nick Kamen - Bring Me Your Love
- Luca Carboni - Lungomare
- Fausto Leali - Mi manchi
- Jovanotti - Go Jovanotti Go e Gimme Five
- Afrika Bambaataa and Family - Reckless
- Den Harrow - Born to Love
- Betti Villani - De nuevo tu
- Lucio Dalla e Gianni Morandi - Vita
- Pooh - Senza frontiere
- Anna Oxa - L'uomo che gioca
- Matt Bianco - Good Times
- Eighth Wonder - Cross My Heart
- Fiorella Mannoia - Il tempo non torna più
- Enrico Ruggeri - La signora del tempo che vola
- Transvision Vamp - I Want Your Love
- Level 42 - Heaven in My Hands
- Gaznevada - Thrill of the Night
- Tracie Spencer - Symptoms of True Love
- Pino Daniele - Gesù Gesù e Tell Me Now
- Marc Almond - Tears Run Rings
- Loredana Bertè - La corda giusta
- Tullio De Piscopo - Libero
- Enzo Avitabile - Solo
- Afrika Bambaataa, Enzo Avitabile e Tullio De Piscopo - Medley
- Mike Francis - Dusty Road
- Bravo - Disco Caribe
- Stadio - Bella più che mai